# Marokko-Rundfahrt
Die Marokko-Rundfahrt oder Tour du Maroc ist das wichtigste marokkanische Etappen-Radrennen.
Das Rennen wurde 1937 zum ersten Mal ausgetragen und findet seitdem in unregelmäßigen Abständen jährlich im Mai oder Juni statt. Die Rennserie zwischen 1957 und 1993 war Amateuren vorbehalten. Seit 2006 zählt das Etappenrennen zur UCI Africa Tour.
Rekordsieger ist der Marokkaner Mohamed El Gourch, der das Rennen dreimal für sich entscheiden konnte.

## Palmarès
- 2024  Axel Narbonne-Zuccarelli
- 2020–2023 keine Austragung
- 2019  Laurent Evrard
- 2018  David Riviere
- 2017  Anass Ait el Abdia
- 2016  Stefan Schumacher
- 2015  Tomasz Marczyński
- 2014  Julien Loubet
- 2013  Mathieu Perget
- 2012  Reinardt Janse van Rensburg
- 2011  Mouhssine Lahsaïn
- 2010  Dean Podgornik
- 2009  Alexander Dymowskich
- 2008  Alexei Schtschebelin
- 2007  Nicholas White
- 2006  Ján Šipeky
- 2005 keine Austragung
- 2004  Jeremy Maartens
- 2002–2003 keine Austragung
- 2001  Nathan Dahlberg
- 1994–2000 keine Austragung
- 1993  Régis Simon
- 1988–1992 keine Austragung
- 1987  Artūras Kasputis
- 1986 keine Austragung
- 1985  Marat Ganejew
- 1984 keine Austragung
- 1983  Andreas Petermann
- 1982 keine Austragung
- 1981  Ladislav Ferebauer
- 1977–1980 keine Austragung
- 1976  Wiktor Pantschenkow
- 1975 keine Austragung
- 1974  Andris Jacobson
- 1973 keine Austragung
- 1972  Waleri Lichatschow
- 1971  Claude Magni
- 1970 keine Austragung
- 1969  Abderrahman Farak
- 1968  Curt Söderlund
- 1967  Gösta Pettersson
- 1966 keine Austragung
- 1965  Mohamed El Gourch
- 1964  Mohamed El Gourch
- 1961–1963 keine Austragung
- 1960  Mohamed El Gourch
- 1959  André Bar
- 1958 keine Austragung
- 1957  Francis Anastasi
- 1956 keine Austragung
- 1955  Jan Adriaensens
- 1954  Marcel Huber
- 1953  Hilaire Couvreur
- 1952  Franco Giacchero
- 1951  Attilio Redolfi
- 1950  Olimpio Bizzi
- 1949  André Brulé
- 1940–1948 keine Austragung
- 1939  Oreste Bernardoni
- 1938  Mariano Cañardo
- 1937  Mariano Cañardo